# Arnaut de Tintinhac
Arnaut de Tintinhac, o Tintignac (fl. XII-XIII secolo), è stato un nobiluomo e trovatore guascone del XII secolo, originario di Naves, nei pressi di Tulle.

## Biografia
Era signore di Tintinhac, probabilmente un feudatario del visconte di Turenna, e molto orgoglioso della sua eredità, come viene indicato quando lui si riferisce a sé stesso anonimamente come sel de Tintinhac: "quello di Tintinhac".
La vida di Peire de Valeira sembra confondere esplicitamente il suo soggetto con Arnaut (almeno in alcuni punti) ... 

## Opera
Ci sono pervenuti quattro dei suoi componimenti poetici, di cui uno — Bel m'es quan l'erba reverdis — attribuito in un manoscritto a Raimon Vidal. Nelle sue espressioni ricorda Marcabru e Bernart Marti e nella sua atteggiamento aggressivo verso l'incoraggiamento dell'amor cortese, ugualmente somiglia ai primi trovatori. In modo analogo ad altri trovatori guasconi, come per es. Peire de Valeira, impiega le metafore della natura, come per es. all'inizio di questa canzone:
Gli altri due suoi componimenti sono Molt m'es quan l'erba renverdis e Lo joi comens en un bel mes.

### Lo joi comens en un bel mes
Lo joi comens en un bel mes,

en la meillor sazo de l'an,

quan li auzel menon lur chan

ab lo dous termini d'estiu

qu'aport una doussa sabor:

per que s'alegron chantador -

et ieu, las! torn en recaliu...

Ves tal amor me vira-l fres,

qu'anc no s'azautet de truan;

ni negus no s'en an gaban,

ni sos amicx no l'en chastiu!

qu'anc no fes blasme ni folor -

ans porta de beutat la flor

e de ric pretz nominatiu.

Petit son d'amoros cortes

que sapchon gaire, al mieu semblan

enquerre d'Amor com ni quan...

mas, pos joi es el mager briu,

aqui pareisson li meillor

que sabon tener fin' Amor -

e.l fols eis de son senhoriu.
La gioia inizia in un bel mese,

nella stagion miglior dell'anno,

quando gli augelli cantan

nel mite aere d'estate

pien di dolce sapore:

per cui si rallegrano i cantori - 

ed io, ahimè! torno al caldo...

Un tale amor mi porta al freno

laddove non s'odono i villani:

a che nessuno se ne rida,

e i suoi amici non castiganla!

che giammai fe' biasmo o follia -

anzi porta di beltà il fiore

e di molto valor è rinomata.

Pochi vi son cortesi amanti

che sappiano, a mio avviso,

cercar l'amor come e quando...

ma, quando la gioia ha più brio,

è allor che vedonsi i migliori

che san serbare 'l fin'amore -

e il folle esce da sua signoria.